# Bernd Mayländer
Bernd Mayländer (ur. 29 maja 1971 w Schorndorf w Badenii-Wirtembergii) – niemiecki kierowca wyścigowy.
Początkowo startował w zawodach kartingowych, w późniejszych latach występował w Formule Ford, Porsche Carrera Cup oraz niemieckiej serii DTM. W roku 2000 wygrał wyścig 24-godzinny na torze Nürburgring prowadząc samochód Porsche 911 GT3-R.
Od roku 2000 Bernd Mayländer jest kierowcą samochodu bezpieczeństwa podczas każdego wyścigu o Grand Prix Formuły 1, z wyjątkiem GP Kanady 2001, kiedy zastąpił go Marcel Fässler.

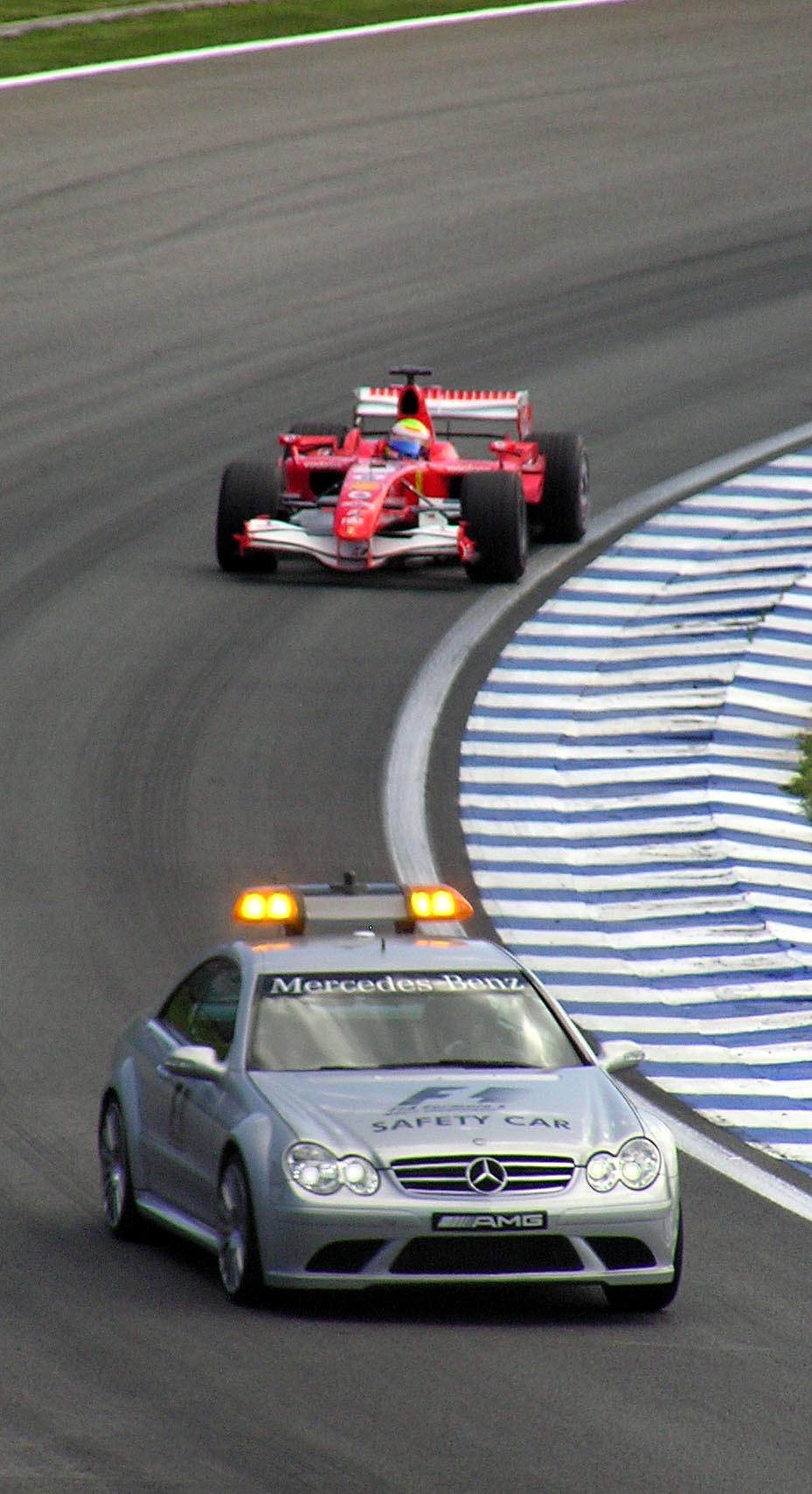
Mayländer prowadzi Safety Car podczas wyścigu o Grand Prix Brazylii 2006